# Pseudodipsas myrmecophila
Pseudodipsas myrmecophila är en fjärilsart som beskrevs av Waterhouse och Charles Lyell 1913. Pseudodipsas myrmecophila ingår i släktet Pseudodipsas och familjen juvelvingar. Inga underarter finns listade i Catalogue of Life.

## Bildgalleri

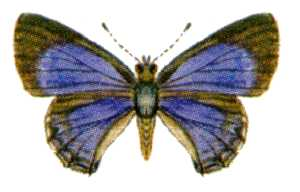